# Khoa học ứng dụng
Khoa học ứng dụng là ngành khoa học sử dụng phương pháp khoa học và kiến thức thu được thông qua các kết luận từ phương pháp để đạt được các mục tiêu thực tiễn. Nó bao gồm một loạt các lĩnh vực như kỹ thuật và y học. Khoa học ứng dụng thường trái ngược với khoa học cơ bản, vốn tập trung vào việc phát triển các lý thuyết và quy luật khoa học nhằm giải thích và dự đoán các sự kiện trong thế giới tự nhiên.
Khoa học ứng dụng cũng có thể áp dụng khoa học hình thức, chẳng hạn như thống kê và lý thuyết xác suất, như trong dịch tễ học. Dịch tễ học di truyền là một ngành khoa học ứng dụng áp dụng cả hai phương pháp sinh học và thống kê.

## Nghiên cứu ứng dụng
Nghiên cứu ứng dụng là ứng dụng thực tế của khoa học. Nó truy cập và sử dụng các lý thuyết, kiến thức, phương pháp và kỹ thuật tích lũy được, cho một mục đích cụ thể, do nhà nước, doanh nghiệp hoặc khách hàng định hướng. Nghiên cứu ứng dụng trái ngược với nghiên cứu thuần túy (nghiên cứu cơ bản) trong cuộc thảo luận về ý tưởng, phương pháp luận, chương trình và dự án nghiên cứu. Nghiên cứu ứng dụng thường có các mục tiêu thương mại cụ thể liên quan đến sản phẩm, thủ tục hoặc dịch vụ. Việc so sánh giữa nghiên cứu thuần túy và nghiên cứu ứng dụng cung cấp một khuôn khổ và định hướng cơ bản để các doanh nghiệp tuân theo.
Nghiên cứu ứng dụng liên quan đến việc giải quyết các vấn đề thực tế và thường sử dụng các phương pháp luận thực nghiệm. Bởi vì nghiên cứu ứng dụng nằm trong thế giới thực lộn xộn, các quy trình nghiên cứu nghiêm ngặt có thể cần được nới lỏng. Ví dụ, có thể không thể sử dụng một vật mẫu ngẫu nhiên. Do đó, tính minh bạch trong phương pháp luận là rất quan trọng. Các hàm ý cho việc giải thích các kết quả mang lại bằng cách nới lỏng một quy tắc phương pháp luận nghiêm ngặt khác cũng cần được xem xét.
Vì nghiên cứu ứng dụng có định hướng tạm thời gần với vấn đề và gần với dữ liệu, nó cũng có thể sử dụng một khung khái niệm tạm thời hơn như giả thuyết hoạt động hoặc câu hỏi trụ cột. Sổ tay Frascati của OECD mô tả nghiên cứu ứng dụng là một trong ba hình thức nghiên cứu, cùng với nghiên cứu cơ bản và phát triển thực nghiệm.
Do tính tập trung vào thực tiễn của nó, thông tin nghiên cứu ứng dụng sẽ được tìm thấy trong các tài liệu liên quan đến các ngành riêng lẻ.

## Phân ngành

### Khoa học nông nghiệp
| - Nông học - Nông nghiệp - Nuôi thỏ - Trồng nấm (Fungiculture) - Nuôi ốc - Trồng rau (Olericulture) - Dâu tằm tơ - Lâm nghiệp - Trồng rừng (Arboriculture) - Lâm sinh (Silviculture) | - Khoa học thực phẩm - Trồng trọt - Trồng hoa (Floriculture) - Thủy canh - Chăn nuôi - Nuôi trồng thủy sản - Nuôi trồng tảo (Algaculture) - Nuôi trồng hải sản (Mariculture) - Nông nghiệp vĩnh cửu (?) (Permaculture) |

### Kỹ thuật
| - Kỹ thuật hàng không vũ trụ - Kỹ thuật nông nghiệp - Kỹ thuật ứng dụng (Applied engineering) - Kỹ thuật y sinh - Kỹ thuật sinh học - Kỹ thuật hóa học - Kỹ thuật xây dựng dân dụng - Kỹ thuật máy tính - Trí tuệ nhân tạo - Kỹ thuật điện - Khoa học kỹ thuật môi trường (Environmental engineering science) - Kỹ thuật công nghiệp - Kỹ thuật điều khiển - Kỹ thuật sản xuất | - Kỹ thuật gốm sứ (Ceramic engineering) - Kỹ thuật ngôn ngữ (Language engineering) - Kỹ thuật hàng hải (Marine engineering) - Khoa học vật liệu - Kỹ thuật cơ khí - Kỹ thuật mỏ (Mining engineering) - Kỹ thuật hạt nhân - Khoa học polymer (Polymer science) - Vật lý kỹ thuật - Kỹ thuật bảo mật (Security engineering) - Công nghệ phần mềm - Kỹ thuật hệ thống - Kỹ thuật viên công nghệ (Engineering technologist) |

### Khoa học chăm sóc sức khỏe
| - Y học - Khoa da liễu - Khoa tim mạch - Nội tiết học - Khoa tiêu hóa - Bệnh phụ khoa - Miễn dịch học - Nội khoa - Thần kinh học - Nhãn khoa - Bệnh lý học - Sinh lý bệnh học - Nhi khoa - Khoa tâm thần - Khoa tâm thần - Độc chất học - Khoa tiết niệu | - Giải phẫu học - Giải phẫu người - Y học bảo tồn (?) (Conservation medicine) - Nha khoa - Khúc xạ nhãn khoa (Optometry) - Dinh dưỡng - Điều dưỡng - Dược lý học - Dược - Vật lý trị liệu - Sinh lý học - Thú y |

### Quản lý
- Kế toán
- Quản trị chiến lược
- Tài chính
- Marketing
- Hành vi tổ chức
  - Quản trị nhân sự
- Hoạt động kinh doanh (Business operations)

### Khoa học quân sự và Công nghệ quân sự
- Đơn vị quân đội
- Giáo dục và đào tạo quân sự (Recruit training)
- Lịch sử quân sự
- Kỹ thuật quân sự
- Chiến lược quân sự

### Vật lý ứng dụng
- Quang học
- Công nghệ nano
- Công nghệ hạt nhân

### Khoa học vũ trụ và Khoa học không gian
| - Khoa học vũ trụ - Ngành du hành vũ trụ - Thiên văn học - Thám hiểm không gian | - Khoa học không gian (Spatial science) - Hệ thống Thông tin Địa lý (GIS) - Viễn thám - Phép quang trắc |

### Các ngành khác
- Mật mã ứng dụng
- Khoa học tính toán bảo hiểm (Actuarial science)
- Kiến trúc
  - Kỹ thuật kiến trúc (Architectural engineering)
  - Khoa học xây dựng
- Điện toán
- Giáo dục
- Điện tử học
- Phát triển năng lượng
- Lưu trữ năng lượng
- Khoa học môi trường
  - Công nghệ môi trường
  - Khoa học thủy sản (Fisheries science)
- Khoa học pháp y
- Ngôn ngữ học ứng dụng
- Toán học ứng dụng
- Công nghệ vi mô (Microtechnology)